# 塞米诺尔战争

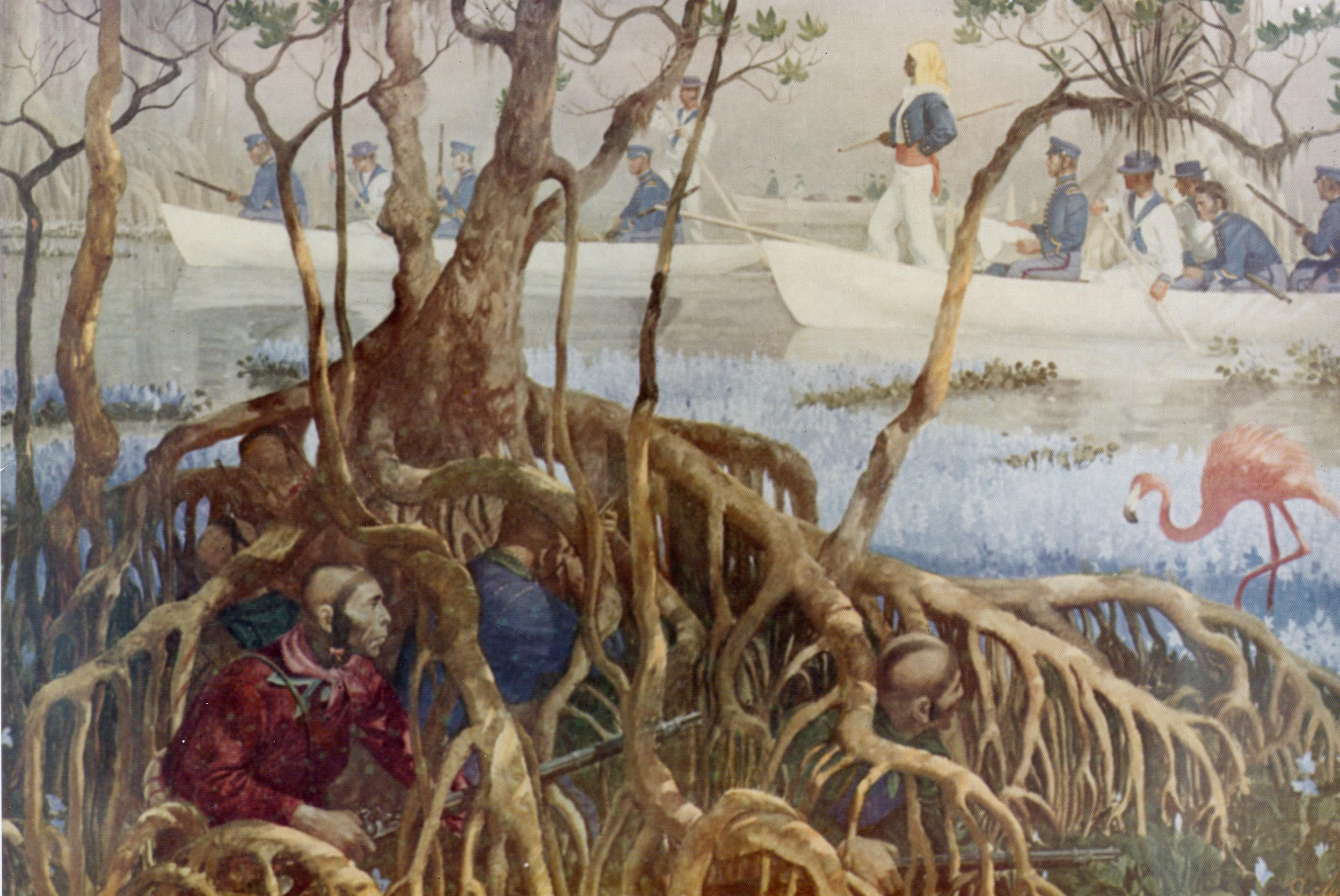
塞米诺尔战争

塞米诺尔战争是美国陆军和18世纪美洲今佛罗里达州地区原住民塞米诺尔人之间三次武装冲突的总称，是北美印第安战争的一部分，冲突发生于1816年至1858年间，期间有两次短暂停火。